# Pedersöre prosteri
Pedersöre prosteri är ett prosteri inom Borgå stift i Finland. Prosteriet leddes till år 2020 av kontraktsprosten, kyrkoherde Hans Häggblom. Från 1.1.2020 är kyrkoherde Mia Anderssén-Löf kontraktsprost.

## Församlingar inom prosteriet
- Jakobstads svenska församling
- Karleby svenska församling
- Kronoby församling
- Larsmo församling
- Nykarleby församling
- Pedersöre församling

### Tidigare församlingar inom prosteriet
- Esse församling (bildade 1.1.2020 ny Pedersöre församling tillsammans med Pedersöre och Purmo församlingar)

- Gamlakarleby svenska församling (bildade ny Karleby svenska församling tillsammans med Karleby svenska församling)
- Jeppo församling (bildade ny 1.1.2014 Nykarleby församling tillsammans med Munsala och Nykarleby församlingar)
- Karleby svenska församling (bildade 1.1.2014 ny Karleby svenska församling tillsammans med Gamlakarleby svenska församling)

- Munsala församling (bildade 1.1.2014 ny Nykarleby församling tillsammans med Jeppo och Nykarleby församlingar)
- Nedervetils församling (bildade 1.1.2020 ny Kronoby församling tillsammans med Terjärvs och Kronoby församlingar)
- Purmo församling (bildade 1.1.2020 ny Pedersöre församling tillsammans med Esse och Purmo församlingar)
- Terjärvs församling (bildade 1.1.2020 ny Kronoby församling tillsammans med Kronby och Nedervetils församlingar)